# Chiesa di San Martino Vescovo (Saonara)
La chiesa di San Martino Vescovo è la parrocchiale di Saonara, in provincia e diocesi di Padova; fa parte del vicariato di Legnaro.

## Storia
La prima citazione di una chiesa a Saonara, filiale della pieve di Sant'Angelo, risale al 1130. Dalla relazione della visita pastorale del 1489 s'apprende che questa chiesa era ad un'unica navata. Il primitivo campanile, dotato di due campane, fu costruito probabilmente nel XVI secolo. Nella visita pastorale del 1669 il vescovo Gregorio Barbarigo disse che la chiesa era troppo piccola per soddisfare le esigenze della popolazione. L'attuale parrocchiale venne edificata nel 1750 per interessamento dell'allora parroco don Scaramella. Nel 1798 fu ricostruito il campanile. La chiesa fu più volte restaurata nel XIX secolo e consacrata l'8 maggio 1915 dal vescovo di Padova Luigi Pellizzo. Nel 2009 l'edificio è stato oggetto di un intervento di restauro.

## Interno
Opere di pregio presenti all'interno della chiesa sono un'acquasantiera, scolpita nel 1598 da maestranze venete per volere di Alessandro Tasca, una pala raffigurante San Martino che dona parte del mantello al povero, dipinta da Vincenzo Granzotto nel 1860, e due tele del Vicari, realizzate anch'esse nel 1860. L'altare maggiore è impreziosito da due statue di angeli opera del Bonazza e, così come gli altari laterali, era un tempo collocato nella chiesa di Sant'Agostino di Padova.